# 커뮤니케이션스 앤드 네트워킹 라이저

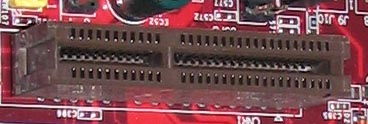
CNR 슬롯

커뮤니케이션스 앤드 네트워킹 라이저(Communications and networking riser, CNR)는 일부 개인용 컴퓨터 메인보드에서 발견되는 슬롯으로, 특수 네트워킹, 오디오 또는 전화 통신 장비에 사용된다. 메인보드 제조업체는 CNR 카드에 이러한 기능을 어떤 조합으로든 제공할 수 있다. 2000년 인텔에 의해 도입된 CNR 슬롯은 한때 펜티엄 III급 메인보드에서 흔히 볼 수 있었으나, 이후 온보드 또는 내장 부품으로 대체되었다.

## 기술
물리적으로 CNR 슬롯은 30개의 핀으로 이루어진 두 줄을 가지며, Type A와 Type B의 두 가지 핀 구성이 가능하며 각각 다른 핀 할당을 갖는다. CNR Type A는 8핀 PHY 인터페이스를 사용하는 반면, Type B는 17핀 MII 버스 LAN 인터페이스를 사용한다. 두 가지 유형 모두 범용 직렬 버스 및 AC'97 신호를 전달한다.
오디오/모뎀 라이저(AMR)와 마찬가지로 CNR은 메인보드에서 아날로그 I/O 부품을 제거하여 제조업체의 비용 절감 잠재력을 가졌다. 이를 통해 제조업체는 전체 메인보드가 아닌 CNR 카드에 대해서만 FCC 인증을 받을 수 있었다. 이는 새로운 메인보드의 생산-시장 출시 시간을 단축시키고, 여러 메인보드에서 사용될 CNR 카드의 대량 생산을 가능하게 했다.
ACR 슬롯은 타사 공급업체 그룹이 개발한 경쟁 사양이었다. CNR에 대한 주요 장점은 하위 호환되는 슬롯 레이아웃으로, AMR 및 ACR 카드를 모두 사용할 수 있었다는 점이다.

## 역사

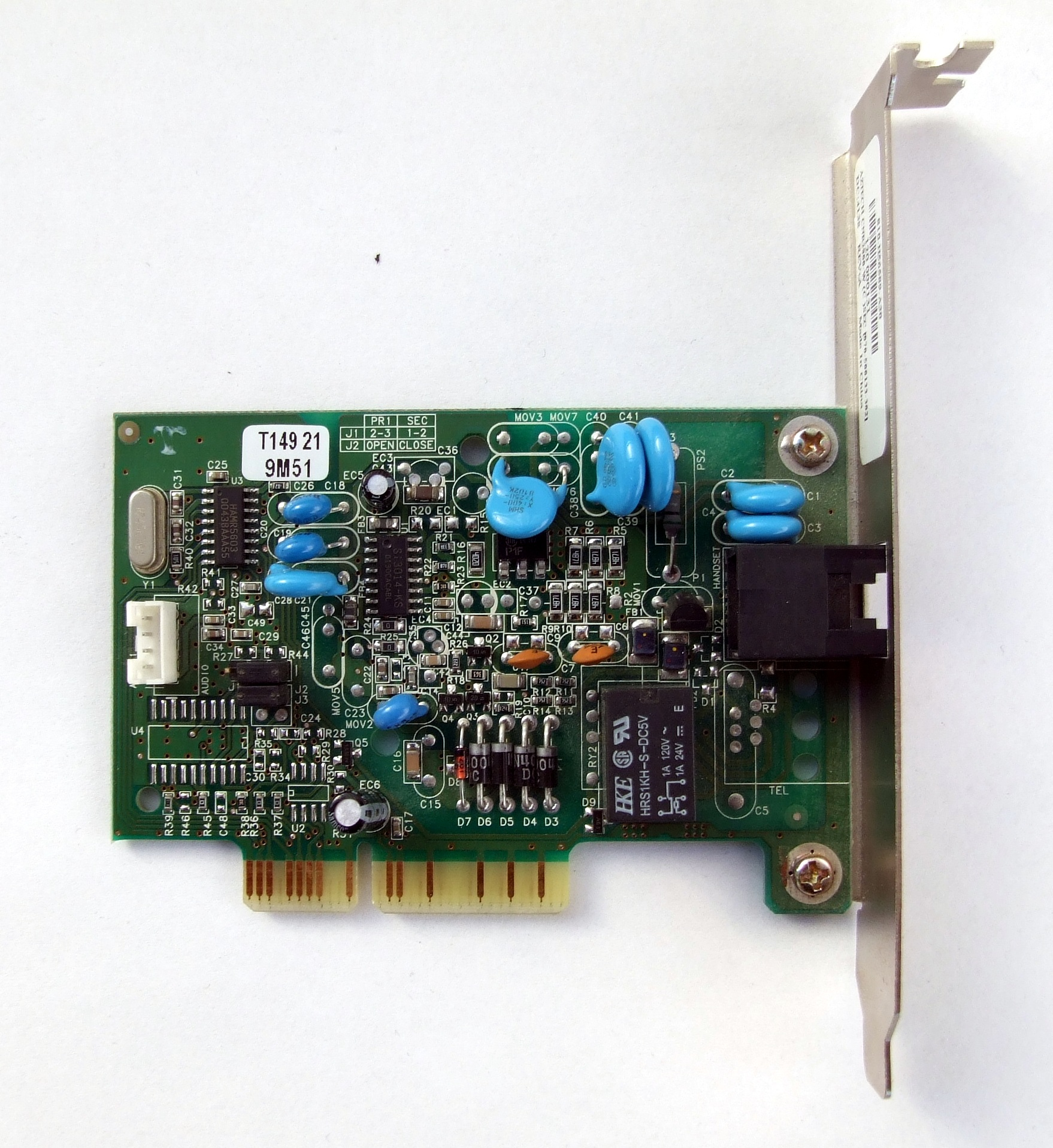
CNR 슬롯용 모뎀

인텔은 자체 AMR 기술을 대체하기 위해 CNR 슬롯을 개발했으며, 대체된 AMR 슬롯에 비해 두 가지 뚜렷한 장점을 활용했다. CNR은 소프트웨어 기반(CPU 제어)이거나 하드웨어 가속(전용 ASIC)이 가능했으며, 플러그 앤 플레이 호환이 가능했다. 일부 메인보드에서는 CNR 슬롯이 마지막 PCI 슬롯을 대체했지만, 대부분의 메인보드 제조업체는 CNR과 마지막 PCI 슬롯이 동일한 공간을 공유할 수 있도록 보드를 설계했다.
이더넷 및 오디오와 같은 구성 요소가 메인보드에 통합되면서 CNR 슬롯은 구식이 되었고 더 이상 최신 PC 메인보드에서는 찾아볼 수 없다.

## 같이 보기
- 모바일 도터 카드 (MDC)
- 통신 관리
- 지오포트